# Pantoporia grimberta
Pantoporia grimberta är en fjärilsart som beskrevs av Hans Fruhstorfer 1908. Pantoporia grimberta ingår i släktet Pantoporia och familjen praktfjärilar. Inga underarter finns listade i Catalogue of Life.